# Rosina de Pèira
Rosina de Pèira (Havars, 3 de març de 1933 - 16 de juny de 2019) va ser una cantant de cançons tradicionals en occità. El seu nom real era Rosina Saurina, però prengué el nom de la seva casa pairal, Pèira, a Havars, una vila dels voltants de Tolosa de Llenguadoc, on tingué una casa on acollia hostes. És coneguda com l'Umm-Kulthum occitana. Durant els anys setanta va recórrer Occitània amb la seva filla Martina cantant les reivindicacions occitanistes a Larzac, Avinyó o Montsegur, i fou una de les fundadores de la casa discogràfica occitana Revolum. Va viatjar al Marroc i al Japó amb les seves filles, Martina i Clara. Va rebre dos cops el gran premi internacional del disc de l'Académie Charles-Cros.

## Obres
- Los dus filhets del rei (197?). Amb la seva filla Martina
- Rosina de Pèira e Martina (1974)
- Se io sabiai volar (1975)
- Cançons de femnas (1979). Premiat per l'Acadèmia Carles Cròs
- Same (198?)
- Ié (1981). Amb les seves filles Martina i Clara
- Trobadors (1983)
- Nadal encara (1985). Amb les seves filles Martina i Clara i Francesca Daga. Premiat per l'Acadèmia Carles Cròs
- Arièja o mon país (1990)
- Anuèit (1992)
- Occitans (1999)
- Gospel d'Oc Sul viu (2003)
- Sul viu (2004). Gospel occità